# هيلدر فيليبي أوليفيرا لوبيس
هيلدر فيليبي أوليفيرا لوبيس (بالبرتغالية: Hélder Filipe Oliveira Lopes) (مواليد 4 يناير 1989) هو لاعب كرة قدم برتغالي ، يلعب في مركزي الظهير الأيسر والجناح الأيسر ، ويلعب حاليًا لنادي لاس بالماس الإسباني.

ويعتبر هو توأم اللاعب تياجو لوبيز لاعب نادي كلوج الروماني.

## روابط خارجية
- هيلدر فيليبي أوليفيرا لوبيس على موقع الاتحاد الأوربي (الإنجليزية)
- هيلدر فيليبي أوليفيرا لوبيس على موقع قاعدة بيانات كرة القدم.إي يو (الإنجليزية)
- هيلدر فيليبي أوليفيرا لوبيس على موقع Soccerbase.com (لاعب) (الإنجليزية)
- هيلدر فيليبي أوليفيرا لوبيس على موقع Soccerway.com (الإنجليزية)
- هيلدر فيليبي أوليفيرا لوبيس على موقع AS.com (الإسبانية)